# Le Journal illustré
Pour les articles homonymes, voir Le Journal (homonymie).
Ne doit pas être confondu avec Le Journal.
Le Journal illustré est un journal hebdomadaire dominical français créé en février 1864 et qui disparut en 1899. 

## Histoire
Le Journal illustré est conçu sur le modèle du Penny Illustrated Paper sorti en 1861 en Angleterre. Il est illustré de grandes gravures sur bois et traite de sujets magazine en huit pages au format 27 x 37,5 cm. Il fait partie du groupe de presse du Petit Journal. En 1876 il déclare un tirage de 80 000 exemplaires.
Imaginé par Moïse Polydore Millaud, et géré par son neveu Alphonse, pour concurrencer en partie L'Illustration vendu 75 centimes, et surtout pour s'implanter sur le créneau des illustrés destinés aux familles de la classe moyenne, Le Journal illustré est donc disponible en kiosque le dimanche à seulement 10 centimes. 
Une édition quotidienne fut lancée sous le nom de Le Nouvel Illustré dans un format supérieur (46 x 33 cm).
Le Journal illustré, après avoir été revendu par la famille Millaud à Émile de Girardin et Hippolyte Marinoni en 1873, disparut en 1899 quand le supplément illustré du Petit journal, en couleur, qui appartenait au même groupe et qui était vendu depuis 1890 deux fois moins cher, le supplanta.
De nombreux illustrateurs, photographes et graveurs furent conviés comme Gustave Doré, Cham, Saint-Elme Gautier, Charles Kreutzberger, Maurice Sand ou Jean Nicolas Truchelut.

## Le premier photo-reportage

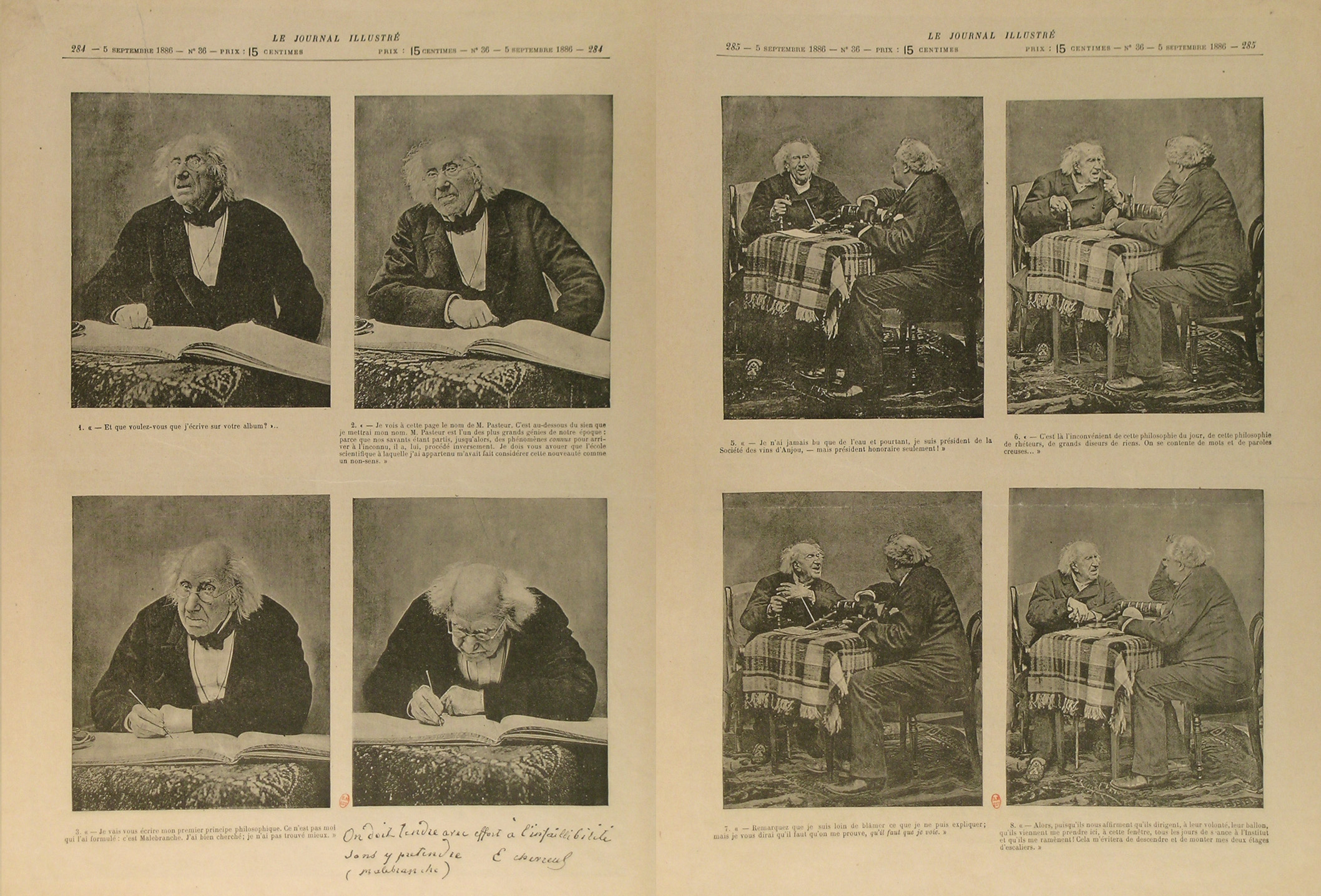
Double-page photos parues dans le n° 36, le 4 septembre 1886 (p. 284-285).

En septembre 1886, y est publié ce qui peut être considéré comme le premier reportage photographique de l'histoire, l'interview du scientifique centenaire Eugène Chevreul (1786-1889), illustré d'une série de photographies signées Nadar reproduites par l'entreprise de Stanislas Krakow qui a mis au point un procédé inédit de similigravure en demi-teinte,.